# Claus Löser

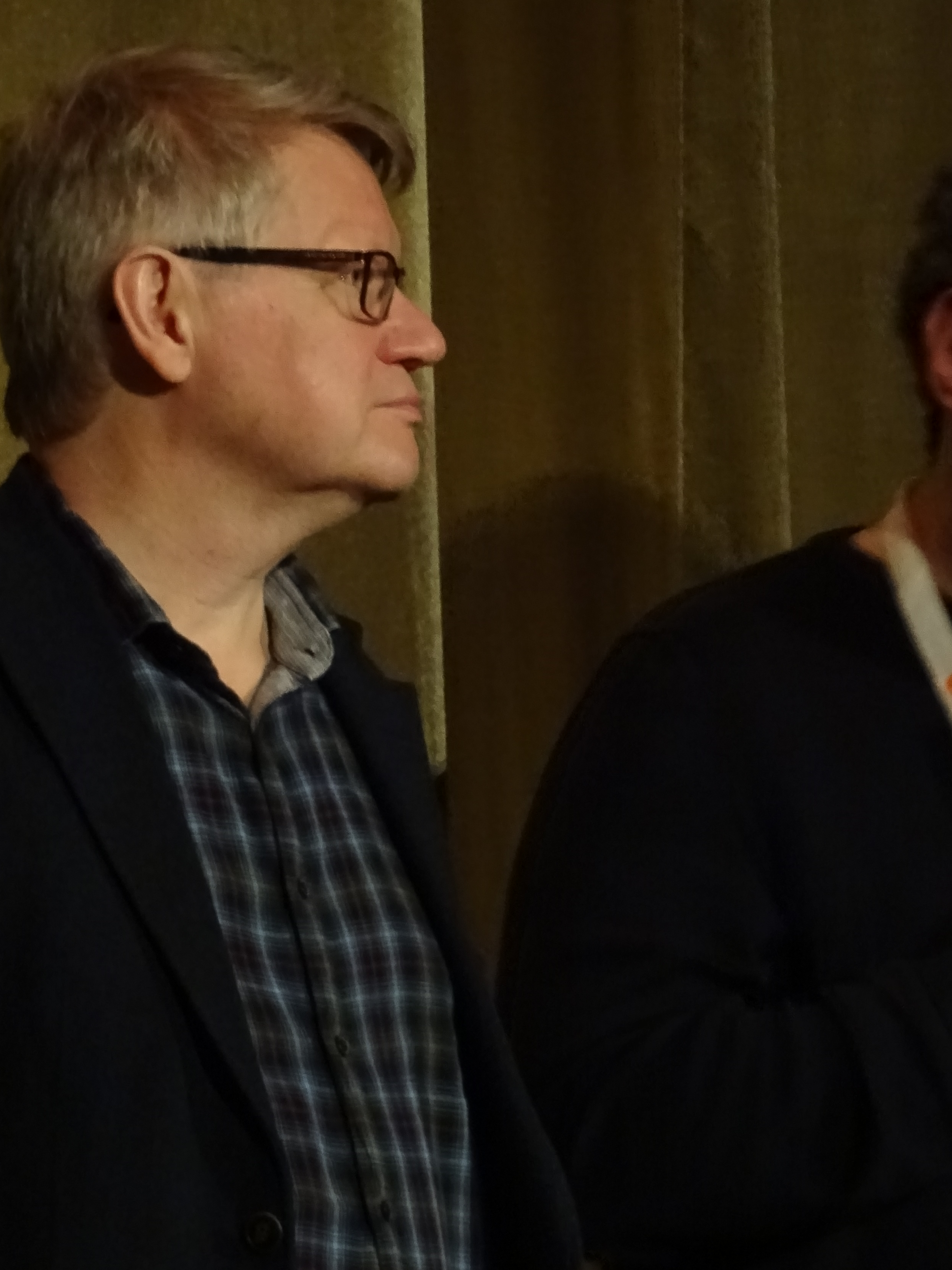
Claus Löser, 2020

Claus Löser (* 1962 in Karl-Marx-Stadt, heute Chemnitz) ist ein deutscher Autor, Kurator, Filmhistoriker und Fachjournalist.

## Ausbildung und Tätigkeiten
Löser ist seit 1990 Programmgestalter im Kino der Kultureinrichtung „Brotfabrik“ in Berlin-Weißensee. Im Jahr 1992 begann er seine Tätigkeit als freier Autor. Nach dem Studium an der Filmhochschule Potsdam-Babelsberg, das er 1995 mit Diplom abschloss, gründete er 1996 das Filmarchiv „ex.oriente.lux“, das sich ostdeutschen Underground- und Experimentalfilmen widmet. Seine Dissertation Strategien der Verweigerung : Untersuchungen zum politisch-ästhetischen Gestus unangepasster filmischer Artikulationen in der Spätphase der DDR wurde 2011 in der Schriftenreihe der DEFA-Stiftung veröffentlicht. Von 2013 bis 2015 war er Vorstandsmitglied des Verbands der deutschen Filmkritik und ist seitdem Mitglied des Beirats.
Löser lebt und arbeitet in Berlin.

## Werke
Bücher
- Strategien der Verweigerung / Untersuchungen zum politisch-ästhetischen Gestus unangepasster filmischer Artikulationen in der Spätphase der DDR. Schriftenreihe DEFA-Stiftung, Berlin 2011. ISBN 978-3-00034-845-7
- Gegenbilder – Filmische Subversion in der DDR 1976–1989 (Hrsg. mit Karin Fritzsche). Janus Press, Berlin 1996. ISBN 3-928942-38-7

Filme
- Behauptung des Raums. Wege unabhängiger Ausstellungskultur in der DDR. Dokumentarfilm. BRD 2009. 100 Minuten
- Miriquidi, BRD 1999. 15 Minuten
- Victoria, DDR 1989. 28 Minuten
- Aktion: Frank Herrmann, DDR 1987. 5 Minuten
- Terzett, DDR 1987. 3 Minuten
- Personen haben einen sicheren Stand einzunehmen, DDR 1986. 8 Minuten
- Nekrolog, DDR 1985. 7 Minuten
- O.T., DDR 1984. 5 Minuten

Medien
- (Autor) Parallelwelt: Film. Ein Einblick in die DEFA. DVD. Bundeszentrale für Politische Bildung. Berlin 2006.
- (Hrsg. mit Karin Fritzsche) Gegenbilder – DDR-Film im Untergrund / 1983–1989. DVD. Absolut Medien, Berlin 2008. ISBN 978-3-89848-092-5
- (Hrsg. mit Karin Fritzsche) Gegenbilder – DDR-Film im Untergrund 1976–1989. VHS. Absolut Medien, Berlin 1997.